# Dark in Here
Dark in Here — двадцатый студийный альбом американской инди-рок группы The Mountain Goats из Клермонта (Калифорния). Он был выпущен 25 июня 2021 года на лейбле Merge Records.
Альбом был записан в марте 2020 года, спустя неделю после Getting into Knives (2020), на студии FAME в Маскл-Шоалс, штат Алабама. Dark in Here был спродюсирован Мэттом Росс-Спангом, который также продюсировал Getting Into Knives и занимался разработкой In League with Dragons (2019). Помимо того, что альбом был доступен на стриминговых сервисах и для скачивания, он был выпущен на CD и виниле в физическом виде.
Лид-сингл альбома, «Mobile», с участием органистов Спунера Олдхэма и Уилла Макфарлейна, был выпущен 20 апреля 2021 года. «The Slow Parts on Death Metal Albums» был выпущен 11 мая 2021 года, а заглавный трек «Dark in Here» был выпущен в качестве финального сингла 3 июня 2021 года.
Обложка альбома представляет собой фрагмент картины Аншельма Шульцберга «Вальпургиева ночь в Бергслагене, Грандгерде и Даларне» (1896).

## Отзывы
| Совокупная оценка   | Совокупная оценка |
| Источник            | Оценка            |
| ------------------- | ----------------- |
| Metacritic          | 80/100            |
| Оценки критиков     |                   |
| Источник            | Оценка            |
| AllMusic            | [ 2 ]             |
| American Songwriter | [ 7 ]             |
| Paste               | 8.3/10            |
| Pitchfork           | 7.8/10            |
| PopMatters          | 7/10              |
| Rolling Stone       | [ 10 ]            |

Dark in Here получил в основном положительные отзывы от современных музыкальных критиков. На сайте Metacritic, который присваивает нормализованный рейтинг из 100 баллов рецензиям от современных критиков, альбом получил средний балл 80, основанный на профессиональных рецензиях, что означает «в целом благоприятные отзывы». Интернет-журнал Pitchfork' оценил Dark in Here в 7,8 балла из 10. Критик AllMusic Марк Деминг оценил альбом на 4 из 5 и отметил, что «Приятно удивляет и то, что третий альбом Mountain Goats в этой серии, Dark in Here 2021 года, — лучший из трёх (последних). Это работа человека, у которого есть истории, которые можно рассказать, и навыки, чтобы сделать из них что-то особенное. Практически у каждоготрека в Dark in Here есть какой-то секрет, фундаментальная правда, которой они не могут или не хотят делиться, и они крайне осторожны, пытаясь отделить эту теорию заговора или это действие от других теневых событий. Не привлекая к себе излишнего внимания, Дарниэль становится одним из самых ярких и оригинальных талантов в инди-роке, и Dark in Here демонстрирует, что он работает на вершине своей игры, и это приятно слышать. Будем надеяться, что в будущем он не попадёт в аварию на мотоцикле».

## Итоговые списки
| Публикация | Список                     | Ранг | Ссылка |
| ---------- | -------------------------- | ---- | ------ |
| Paste      | The 50 Best Albums of 2021 | 43   | [ 11 ] |

## Список композиций
Слова и музыка всех песен — John Darnielle.
| №                   | Название                                                                      | Длительность |
| ------------------- | ----------------------------------------------------------------------------- | ------------ |
| 1.                  | «Parisian Enclave»                                                            | 1:25         |
| 2.                  | «The Destruction of the Kola Superdeep Borehole Tower»                        | 3:20         |
| 3.                  | «Mobile»                                                                      | 3:42         |
| 4.                  | «Dark in Here»                                                                | 3:23         |
| 5.                  | «Lizard Suit»                                                                 | 4:15         |
| 6.                  | «When a Powerful Animal Comes»                                                | 5:26         |
| 7.                  | «To the Headless Horseman»                                                    | 3:54         |
| 8.                  | «The New Hydra Collection»                                                    | 2:28         |
| 9.                  | «The Slow Parts on Death Metal Albums»                                        | 5:26         |
| 10.                 | «Before I Got There»                                                          | 4:14         |
| 11.                 | «Arguing with the Ghost of Peter Laughner About His Coney Island Baby Review» | 3:57         |
| 12.                 | «Let Me Bathe in Demonic Light»                                               | 5:10         |
| Общая длительность: | Общая длительность:                                                           | 46:45        |

## Чарты
| Чарт (2021)                           | Высшая позиция |
| ------------------------------------- | -------------- |
| США Americana/Folk Albums (Billboard) | 6              |
| США Independent Albums (Billboard)    | 40             |
| США Top Album Sales (Billboard)       | 16             |
| США Top Rock Albums (Billboard)       | 46             |